# Freenet
Freenet – zdecentralizowana anonimowa sieć dystrybucji informacji, tworzona w taki sposób, aby zapewnić jak największe bezpieczeństwo i prywatność użytkowników. Wykorzystuje łącza i dyski jej użytkowników, analogicznie do sieci Torrent. Jej implementacja jest napisana w oparciu o zasadę Open Source (kod źródłowy jest dostępny dla wszystkich użytkowników). Projekt jest rozwijany od 2000 roku.
Jej pierwotnym autorem jest Ian Clarke.

## Założenia
- Użytkownicy dobrowolnie udostępniają miejsce na swoich dyskach i transfer dla lepszego działania sieci.
- Transfer zwykle nie odbywa się bezpośrednio, a poprzez inne węzły sieci. Zwykle jest to łańcuch kilku węzłów, rzadziej kilkunastu.
- Nigdy nie wiadomo, czy użytkownik, z którym jesteśmy połączeni, posiada te dane na dysku czy tylko pośredniczy w przesyłce.
- Część danych, w których wymianie użytkownik uczestniczy, zachowywana jest w pamięci podręcznej na dyskach pośredniczących komputerów.
- Całość transmisji jest szyfrowana, podobnie jak przechowywane dane. Dlatego użytkownik nie ma możliwości sprawdzić, jakie dane przechowuje na dysku i w wymianie jakich danych pośredniczy.
- Brak jakichkolwiek wyszukiwarek itp. – identyfikacja odbywa się przez jeden z trzech rodzajów kluczy, którego zdobycie jest już problemem użytkownika (może on zostać rozwiązany poprzez stworzenie serwisów z kluczami, co jednak może zachwiać bezpieczeństwem sieci FreeNet; można rozprowadzać w sieci zbiory kluczy; klucze jednego z tych trzech typów mogą być zgadywane).
- Dane co pewien czas są automatycznie przenoszone z jednego komputera na inny.
- Publikacja polega na wprowadzeniu danych na komputery innych użytkowników – w przeciwieństwie do innych programów P2P, gdzie zwykle podczas rozprowadzania pliku jest on przetrzymywany na własnym komputerze przez releasera. Tutaj wprowadzenie pliku do sieci może trwać krótko i odbywać się całkowicie przed rozpoczęciem ściągania przez innych.
- Freenet nie ma standardowego portu TCP, na którym działa, co ma utrudnić jego blokowanie przez administratorów sieci.

## Możliwości
Freenet ma przewagę nad większością programów peer-to-peer z uwagi na sposób, w jaki użytkownicy komunikują się ze sobą oraz wysokie bezpieczeństwo tej technologii. Całkowicie oddziela strukturę sieci i protokołów od komunikacji między użytkownikami. W konsekwencji jest wiele sposobów na uzyskanie dostępu do danych w sieci Freenet.
Uwaga: Freenet nie działa poza specyficznymi stronami freenet-u w przeciwieństwie do sieci "Tor", który prócz swoich specyficznych stron (.onion) także maskuje nasze IP poprzez sieć serwerów proxy, oznacza to, że chcąc np. sprawdzić jaki mamy adres IP za pomocą jakiejś strony ujrzymy nasz (o ile nie korzystamy z serwerów proxy) prawdziwy numer IP w przeciwieństwie do sieci Tor. Jednak jeśli korzystamy ze strony np. xyz123456789.freenet i coś z niej pobieramy jest nas trudno wykryć.

## FProxy
FProxy jest wbudowanym we Freenet serwerem WWW, dzięki któremu można tworzyć "freesites" – strony internetowe, stworzone z wykorzystaniem klasycznego HTML, dostępne jedynie w sieci Freenet. Zapewnia sieciowy interfejs do przeglądania zawartości sieci. FProxy umożliwia również dostęp do konfiguracji sieci po stronie użytkownika oraz zarządzania węzłem.

## FMS
System forum. To program zewnętrzny rozprowadzany tylko wewnątrz sieci Freenet. Jest to swego rodzaju system komentarzy czy forum podzielony na kategorie zwane boardami. System w odróżnieniu od starego Frost jest odporny na ataki DDoS i zawiera szczątkową autoryzację (CAPTCHA). System współpracuje z dowolnymi czytnikami nntp jak i jest możliwość obsługi przez WWW.

## Mocne strony
- Bardzo duża anonimowość i jurysdykcyjno-podsłuchowe bezpieczeństwo użytkowników.
- Samooptymalizacja – dane częściej pobierane występują w sieci w większych ilościach i są przemieszczane w te części sieci, gdzie jest nimi większe zainteresowanie. Dodatkowo dane, którymi interesuje się dużo osób, pozostają w sieci na dłużej.
- System jest praktycznie niewrażliwy na różne formy cenzury oraz inne działania mające na celu zachwianie swobody przepływu informacji (np. filtrowanie, nakazywanie usunięcia danych, próby namierzenia źródeł i osób pobierających dane itp.).
- Praktycznie brak reklam.

## Słabe strony
- Ograniczona wydajność/przepustowość, jednakże jest ona dość spora jak na anonimowe sieci.
- Istnieją mechanizmy wyszukiwania danych, chociaż nie są one dostępne jako część samego Freenet, lecz jako programy bazujące na nim – Frost, Thaw, oraz inne w wersji rozwojowej (częściowo FMS, Freetalk). Programy te również są open source.
- Obecnie komputery, z którymi łączy się bezpośrednio w ramach udziału w sieci Freenet, są w stanie rozpoznać fragmenty pobieranych plików, o ile dany plik w dokładnie tej wersji (kodowanie, salt) jest już znany. W praktyce jednak nie powoduje to problemów odnośnie do anonimowości, ponieważ nie wiadomo, czy fragment pliku jest pobierany przez użytkownika komputera w celu jego użycia, czy też jedynie przechodzi przez dany komputer podczas transferu przez Freenet.
- Użytkownicy wersji Opennet Freenetu mogą być stosunkowo łatwo listowani (da się skanować adresy IP komputerów, które biorą udział w sieci Freenet – podobnie jak spis węzłów dla sieci Tor jest publiczny). W razie problemów, np. w państwach gdzie cenzura rządu zabrania anonimowości (np. reżim komunistyczny w Chinach) rozwiązaniem są sieci Darknet, których lista użytkowników nie jest dostępna publicznie.